# Mina (jedinica)
Mina je starogrčka mjera za težinu (isto pisana kao mna starogrčki μνᾶ), i jednaka je 1/60-i dio talenta odnosno 60 (50) šekela, dok je novčana vrijednost bila 100 drahmi. Grčka riječ mna je posuđena od semitskog: hebrejski māneh, aramejski mĕnē. U ranim sumerskim vremenima, mina je bila jedinica za masu prije nego što su se uveli talenti i šekeli. U modernim mjerilima mina je izračunata na 1.25 funti ili 0.571 kilograma (18.358 trojanskih unci).